# Stenosturmia stricta
Stenosturmia stricta är en tvåvingeart som beskrevs av Townsend 1927. Stenosturmia stricta ingår i släktet Stenosturmia och familjen parasitflugor. Inga underarter finns listade i Catalogue of Life.